# 乔纳森·莫斯 (赛艇运动员)
乔纳森·莫斯（英語：Jonathan Moss，20世纪—），美国男子赛艇运动员。他曾代表美国参加1995年泛美运动会赛艇比赛，获得男子轻量级四人单桨无舵手金牌。